# Tom Harkin
Tom Harkin (født 19. november 1939 i Cumming, Iowa) er en amerikansk politiker og senator fra det demokratiske parti, som repræsenterer Iowa i USA's senat. Harkin har også siddet i Repræsentanternes hus fra 1974 til 1984, da han blev valgt ind i senatet. Han er nu leder for senatskomiteen for landbrug, erhverv og skovbrug.
Tom Harkin var kandidat til demokraternes præsidentnomination i 1992. Han var en tidlig favorit og vandt det første primærvalg i sin hjemstat Iowa. I næste primærvalgstat, New Hampshire, gik det dårligere og Bill Clinton, som tog en god andenplads, fik det nationale mediefokus på sig. Efter det eksploderede valgkampagnen og Harkin trak sig som kandidat og støttede Bill Clinton, efter at have vundet kun Iowa, Idaho og Minnesota. 
Harkin blev ofte nævnt som mulig vicepræsidentkandidat for Al Gore i 2000, men Gore valgte til slut senator Joe Lieberman fra Connecticut.